# Denis Nesci
Denis Domenico Nesci (ur. 25 lipca 1981 w Polistenie) – włoski polityk i działacz społeczny, poseł do Parlamentu Europejskiego IX i X kadencji.

## Życiorys
W wieku 19 lat zamieszkał w Rzymie. Ukończył studia prawnicze. Działacz organizacji charytatywnej EPAS, w 2009 objął funkcję jej przewodniczącego. W 2008 założył i został prezesem zrzeszenia konsumenckiego U.Di.Con. W 2012 objął stanowisko redaktora naczelnego periodyku branżowego „Udiconews – Occhio al consumo”. W 2015 powołany w skład CNCU, ministerialnej rady konsumentów. Zaangażował się w działalność polityczną w ramach partii Bracia Włosi. W 2019 bez powodzenia kandydował do Europarlamentu. Mandat posła do PE IX kadencji objął jednak w listopadzie 2022. Dołączył do frakcji Europejskich Konserwatystów i Reformatorów. Utrzymał go na kolejną kadencję w wyniku wyborów w 2024.